# EFL Bowl IV
Navigation
EFL Bowl III EFL Bowl V
L'European Football League Bowl 2017, abrégée en EFL Bowl IV, en français Bowl IV de la Ligue Européenne de Football Américain, est la 4e édition de l'European Football League Bowl, la seconde compétition européenne interclubs de football américain organisée par l'IFAF Europe et réservée aux équipes de clubs de la Division II européenne.
Les équipes de 1re division participent au tournoi BIG 6 permettant de remporter l'Eurobowl.

## Équipes participantes
- Black Panthers de Thonon
- Dauphins de Nice
- Berlin Adler
- Rhinos de Milan
- Prague Black Panthers

## Résultats

### Groupe A
- 8 avril 2017 :

Rhinos de Milan 28 - 21 Dauphins de Nice
- 6 mai 2017 :

Dauphins de Nice 6 - 36 Rhinos de Milan

### Groupe B
| Rang | Équipe                   | Pts | J | G | N | P | Bp | Bc | Diff |
| ---- | ------------------------ | --- | - | - | - | - | -- | -- | ---- |
| 1    | Black Panthers de Thonon | 4   | 2 | 2 | 0 | 0 | 55 | 46 | +9   |
| 2    | Prague Black Panthers    | 2   | 1 | 1 | 0 | 1 | 49 | 31 | +18  |
| 3    | Berlin Adler             | 0   | 2 | 0 | 0 | 2 | 30 | 50 | -20  |

- 22 avril 2017 :

Black Panthers de Thonon 41 - 33 Prague Black Panthers
- 6 mai 2017 :

Berlin Adler 13 - 14 Black Panthers de Thonon
- 21 mai 2017 :

Prague Black Panthers 36 - 17 Berlin Adler

## EFL Bowl IV
- 11 juin 2017 à : Thonon les Bains

Rhinos de Milan  20 - 29  Black Panthers de Thonon